# La Roca d'Albera
La Roca d'Albera ([lə'rokəðəl'beɾə], en francès Laroque-des-Albères) és un poble, cap de la comuna del mateix nom, de 2.148 habitants, a la comarca del Rosselló, (Catalunya del Nord).
La dita diu : "A la Roca el sol hi toca, a Argelers encara més", potser relacionada amb l'expressió esdevinguda proverbial:  Anar a cobrar a can Botifarra de Ia Roca es tractaria d'una persona real, un banquer en fallida, conegut com un molt mal pagador, o segons altres, que pagava fins i tot els deutes d'altri. Hom escrigué aquest poema en 1925: A la Roca, cosa rara/ un nommat Botifirra,/ coneixit de tothom/ i de pertot arreu/ que paga tots els deutes/ per poc que l'en pregueu.
Una comparança diu Un peu com una fogassa de la Roca (un peu gros).

## Etimologia
La primera menció de la forma La Rocha de la Albera és de 1600. Les formes antigues són: 854: Rocam quam vocant Frusindi; S. IX-X illa Rocha; S. XII Castrum de Rocha, Roca comitalis; S. XIV Castrum de Ça Roca, La Roca; S. XVe Castri de Ruppe, Castell de La Rocha; S. XVII La Rocha de la Albera, La Roca Alvera; S. XVIII La Roca d'Albera.
El nom prové del prellatí o romànic rocca (roca) que designava una gran roc; posteriorment, abans del segle x, un penyal agençada en reducte defensiu, i en fi, el castell construït sobre aquest roc (aquesta mena de fortaleses són dites castell roquer o castell de roca). El vilatge es formà al peu i a l'entorn de la roca encimbellada pel castell (el mateix castell s'anomenava en català antic com a roca). El castell primitiu i els dominis duien als segles ix i x el nom de Frusind, probablement el fundador de l'època franca, nom d'home d'origen germànic compost de Frodo (prudent) i Sind camí (nom sovint atestat a Besalú al segle xi). Al segle xii, el comte d'Empúries-Rosselló hi feu construir una nova fortalesa (d'aquí els termes i Castro i Roca comtal al segle xii). De llavors ençà el lloc ja no era conegut sinó com La Roca, Frusind caient en l'oblit.

## Geografia

Situació de la comuna de la Roca d'Albera en el Rosselló

El terme de la Roca d'Albera, de 205.100 hectàrees d'extensió, és en plena comarca de l'Albera, a l'extrem meridional de la comarca del Rosselló i en el vessant septentrional de la Serra de l'Albera, al límit amb l'Alt Empordà i amb el Vallespir. El terme es configura a l'entorn de la Ribera de la Roca i dels seus torrents afluents, de manera que tot el terme sencer pertany a la mateixa vall, encara que aquesta vall a l'extrem nord s'obre cap a Sant Genís de Fontanes i Palau del Vidre.
Aproximadament la quarta part septentrional del terme és a la plana del Rosselló, en un tros de la baixa terrassa al·luvial del Tec. La resta és el vessant nord de la Serra de l'Albera, amb profundes valls excavades per l'erosió. En aquest sector, a la part més baixa, hi ha boscos de roures, alzines i castanyers, bàsicament. A la part alta hi ha una gran fageda, el Bosc Comunal de la Roca, propietat de l'estat des del 1884. A prop, més a ponent, hi ha el Bosc Negre, que fou replantat de pins negres centroeuropeus, austríacs, en l'actualitat molt grossos.
Termes municipals limítrofs:
| Sant Genís de Fontanes |             | Palau del Vidre |
| Vilallonga dels Monts  |             | Sureda          |
| L'Albera               | La Jonquera |                 |

### El poble de la Roca d'Albera
La Roca d'Albera és tal vegada el poble que més bé reflecteix la gènesi medieval d'un poble català. Dalt d'una roca, un turó rocós, hi hagué en primer lloc un castell, al voltant del qual es formà una cellera envoltant tot el castell. Aquesta cellera es fortificà, formant la Vila fortificada de la Roca d'Albera, amb una planta pràcticament circular. En el poble vell es troba l'església parroquial de Sant Feliu i Sant Blai.

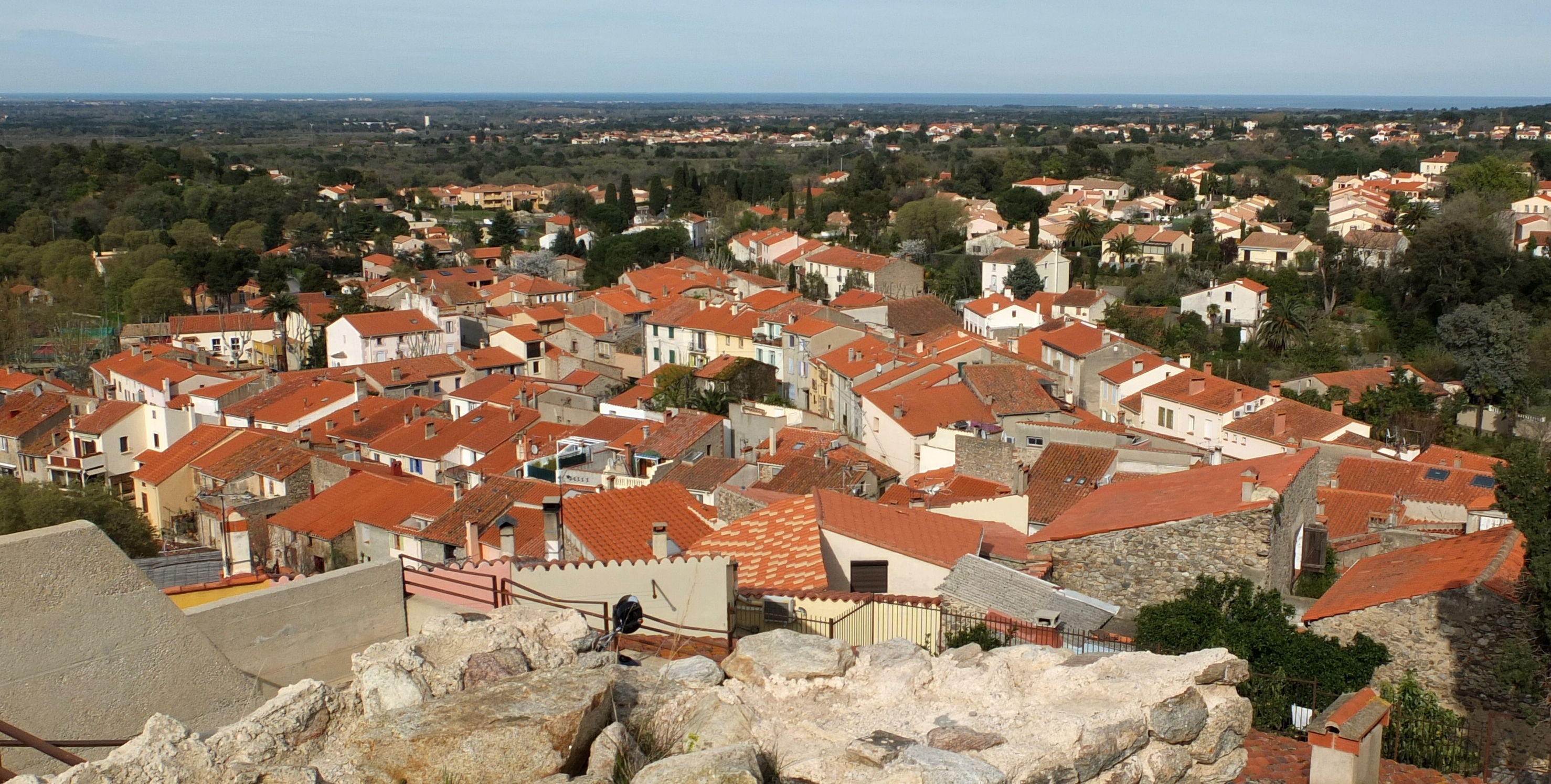
Vista del poble des del Castell de la Roca.

En el seu entorn immediat es trobava l'Hospital, o Casa dels pobres. El primer creixement s'originà cap al nord i cap al sud resseguint els camins rals, al llarg dels quals es crearen els primers barris, en forma de ravals, com el Carrer de la Solana, l'Hospitalet, el Puig, Sant Cristau i la Vila. La major part dels edificis destacats del poble es troben en aquesta part del poble, com els dos cementiris, el vell i el nou, i les Escoles. En el poble vell de la Roca d'Albera fins fa pocs anys es conservaven tot de topònims urbans genuïns, que a poc a poc s'han anat oblidant: el Capdavall de la Davallada de la Plaça; el Carrer d'Avall, o Carrer Llarg, o de l'Oratori, o de la Processó; el Carrer de Gatillepes, o del Salt; el Carrer de la Processó; el Carrer del Castell; el Carrer del Molí d'en Cabestany; el Carrer del Puig, el Carrer dels Bordalers, el Carreró, la Conillera del Castell, la Costa del Castell. Alguns encara són vigents, com la Ciutadella, abans les Femades, la Femada, o Camp de les Amoreres, el Molí de la Plaça, o Molí Gran, el Molí del Senyor, el Molí d'en Cabestany, o Molí Olier d'en Cabestany, el Molí d'en Gras, o d'en Sales, el Morer, la Muralla, l'Oratori, la Plaça del Pou, el Planiol, o Carrer del Planiol, el Portal Major, el Puig del Rei, el Puig del Senyor, o d'en Gramatge, i l'Usina.
Ja en el darrer terç del segle xx i primeries del XXI, la Roca d'Albera s'ha anat estenent per la plana, sobretot a l'oest, nord-oest i nord-est del poble antic, en forma de modernes urbanitzacions, com la Domaine des Albères. També en els entorns del poble s'estenen els càmpings de les Alberes, les Planes i le Vivier.

### Rocavella
Rocavella, o la Roca Vella, segons alguns estudiosos és el nucli primigeni de la Roca d'Albera, com sembla indicar el seu nom. Actualment és un despoblat situat a poc més d'un quilòmetre al sud-sud-oest de la Roca. Hi roman, en ruïnes, l'església de Sant Fructuós de Rocavella.

### Alemanys, o Sant Llorenç de Galícia, ara Torrents
Al sector del sud-oest del poble de la Roca d'Albera hi havia hagut el poble d'Alemanys, esmentat en diversos documents del segle ix. Prop de Rocavella, i prop del Mas d'en Rancura, hi ha encara les ruïnes de l'església del lloc, Sant Llorenç de Galícia, que el 981 s'esmenta com a església del lloc de Torrents. A finals del segle x aquest antic poble apareix subdividit en Torrents d'Amunt i Torrents d'Avall. Actualment amb prou feines en queden restes.

### Tanyà
A prop i al nord del poble hi ha el santuari de la Mare de Déu de Tanyà, romànic d'origen, tot i que molt refet (sembla que només l'absidiola nord és veritablement romànica).

### El Mas Sant Julià
Actualment convertit en un mas, el lloc acollia la cel·la monàstica de Sant Julià, pertanyent a l'església d'Elna. És al nord de la Roca d'Albera, més al nord de Tanyà i a prop al sud-est de Sant Genís de Fontanes.

### Els masos del terme
Si bé no és dels termes de més extensió de la comarca, el de la Roca d'Albera conté un bon nombre de masos i construccions aïllades: la Barraca dels Caçaires, el Casot, el Casot del Guarda, el Casot d'en Bagates, el Casot d'en Beç, el Casot d'en Castell, el Casot d'en Loreta, el Casot d'en Ni, el Casot d'en Perer, el Casot d'en Paulí, dos d'anomenats "d'en Vernades", el Casot d'en Xovet, tres grups de casot denominats tots tres "els Casots", els Casots de Sant Genís, el Celler de l'Escloper, el Cortal d'en Cassanyes, el Cortal d'en Guinot, anteriorment, d'en Vilanova, el Cortal d'en Mossura, l'Esparreguera, Mas Arnau, Mas Blanc, abans la Caseta Blanca o Mas d'en Masseguer, el Mas Cremat, abans Cortal Malzac, Mas de la Puça, abans Cortal Masseguer, Mas del Cavaller, o d'en Riera, Mas de l'Esparreguera, o Cortal d'en Pardiella, Mas del Gascó, abans d'en Sales, Mas del Moreu, Mas del Serraller, abans del Gordo o del Bertranó, o d'en Pujol i d'en Rabuget, Mas del Viver, abans Cortal d'en Dotres, Mas d'en Barata, Mas d'en Bordes, Mas d'en Bragulat, Mas d'en Carbonell, Mas d'en Carrera, Mas d'en Costa, abans d'en Barata o d'en Cabestany, Mas d'en Lis, Mas d'en Madern, Mas d'en Malzac (n'hi ha dos de diferents, a més d'un de desaparegut), Mas d'en Manera, abans Cortal d'en Malzac, Mas d'en Manyera, Mas d'en Massot, o d'en Massot de Baix, Mas d'en Massot de Dalt, o d'en Beç, Mas d'en Micanet, abans Mas Liberia o Cortal Bagata, Mas d'en Montoriol, Mas d'en Pagès, Mas d'en Prats, abans la Teuleria, Mas d'en Pi, Mas d'en Portal, Mas d'en Prim, Mas d'en Pujàs, Mas d'en Renaud, Mas d'en Rencura, abans d'en Guix, Mas d'en Roqueries, abans d'en Bianya, Mas d'en Soler, Mas d'en Sorts, abans d'en Porteix, Mas de Rocavella, Mas de Sant Julià, Mas d'Esparac, o Mas Peira, antigament també anomenat Mas d'en Malzac o de la Garriga, el Mas Vilar, abans Mas d'en Banyuls, i el Trompill, o Cortal del Capellà, abans Cortal Macabies, a més de l'antic Molí de la Pava.
En ruïnes es troben actualment el Mas Cristí, abans Mas Barbotí o Mas d'en Fort, el Mas d'en Paco, abans Cortal d'en Paco, el Mas Xiuxi, o d'en Casademont,. Hi ha alguns masos ja perduts, dels quals només queda el nom, com el Mas de l'Aganyit, Mas d'en Vilar, Mas d'en Xena, Mas Durbau, abans d'en Vigo, la Rectoria de Rocavella i el Vilar, o el Castellet. Com a construccions aïllades antigues destaquen d'una banda el Pou de Gel del Mas Blanc i el Pou de Neu, o del Cardoner, i de l'altra banda els refugis: el del Coll de l'Ullat i el Relais del Neulós. Finalment, cal esmentar la construcció de les Antenes del Puig Neulós i, en un altre ordre de coses, la Deixalleria comunal.

### Hidrografia
La part muntanyosa del terme s'organitza a l'entorn de la vall de la Ribera de la Roca, mentre que a la part de la plana de la riba dreta del Tec, es troben uns cursos d'aigua més, que van a afluir, en el terme veí de Vilallonga dels Monts, després de passar pel costat de ponent de Sant Genís de Fontanes, en la Ribera de Vilallonga. Es tracta del Còrrec de Sant Llorenç (anomenat Petit Riberal a Sant Genís de Fontanes), del d'en Mossura, que aflueix en el Còrrec de la Font Ferrera, o de la Font de la Ferrera, abans Còrrec d'en Massot, el Còrrec de les Planes, abans de les Eugues, que desemboca en el de la Madrona (el qual fa de termenal amb Vilallonga dels Monts), i del de la Solana, que passa pel costat de ponent del nucli de la Roca d'Albera. Els darrers s'uneixen ja en terme de Sant Genís de Fontanes en el Còrrec de Campaler, que és el que aflueix en la Ribera de Vilallonga.
La Ribera de la Roca es forma a prop i a migdia de la Font de la Vernosa per l'adjunció del Còrrec de l'Avellanosa, que uneix les aportacions dels còrrecs del Roc dels Tres Termes, del Bosc Negre i del Pou, que davallen de la carena de la Serra de l'Albera entre el Roc dels Tres Termes i el Puig Neulós, amb el Còrrec del Coll de l'Ullat, que aporta els còrrecs de l'Ullat, del Puig d'Orella i del Piló. Ja com a Ribera de la Roca rep les afluències del Còrrec de les Teixoneres i del del Pruner, o del Fruitet, del Còrrec del Grèvol, del de la Jaça, del d'en Nyoc i del del Portell Estret, abans de l'Esparreguera. A partir del poble de la Roca encara se li uneixen d'altres còrrecs que fins al poble discorrien paral·lels al del de l'Avellanosa: el Còrrec de les Blanques, o de les Relles, abans de les Relles i de na Blanca, que porta units els còrrecs de les Comes i el del Mas Arman, abans de la Terra Roja, el Còrrec d'en Xabrit, o de Ribadases, o de l'Orlina, que recull els còrrecs de Mataporcs, abans de l'Orlina, també anomenat Ribera de Terrats, i el de les Picades, el del Clot de Pous, amb els de la Font del Pomer, de la Cauna, del Bertranó, dels Cirerers, de la Llisa i d'en Cassanyes. Ja a l'extrem nord hi ha el Còrrec de les Feixes, que marca el límit comunal. A l'extrem nord del terme, la Ribera de la Roca desemboca en el Tanyarí.
Hi ha, a més, diversos noms antics, de còrrecs ja desconeguts a hores d'ara: el Còrrec de Clot Dejús, el Còrrec de la Banyera, el de la Jaça d'en Fonts, el de les Vinyasses, el d'en Masseguer, el d'en Pertot i el Xic, a més de la Bassa de n'Ham, la Ribera dels Pruners i el Torrent de la Coma del Vern.
A la part plana del terme es troben diversos canals de drenatge o d'irrigació, com l'Agulla del Mas d'en Costa i del Puig d'en Trilles, el Rec dels Molins, o de la Vila, abans del Molí Fariner, el de Palau i el de les Alberes, tots d'irrigació. A més, s'hi troben diverses basses, com la Bassa d'en Pagès, o del Molí Fariner, la Cisterna dels Bombers i la Resclosa del Rec dels Molins.
Per tot el terme es troba un bon munt de fonts: la Font Coberta, la Font de la Balma Corba, o del Pruner, o d'en Galdric, la Font de la Barraca, la de l'Aram, la de la Rarda, o la Rearda (al poble), la de la Vernosa, la de les Esparregueres, la de les Teixoneres, la del Pou, o dels Tres Termes, la del Puig Neulós, la dels Ocells, la dels Pomers, la dels Simiots, la de l'Ullat, la d'en Malzac, la d'en Manel, la d'en Pep, la d'en Robert, la Font Ferrera i la Reina de les Fonts, o Font del Coll de l'Ullat. Són ja noms antics la Font de la Vesa, la dels Melers i la de na Blanca, al Mas Arman. També hi ha el Pou del Trompill i el Salt Gros.
Diversos passos permeten travessar a gual els còrrecs de la Roca d'Albera: el Pas del Camí d'Ortafà, el del Còrrec d'en Xabrit, el del Pruner, el del Trompill i el d'en Toluges, o de la Ribera, o de la Barca.

### Orografia
Nombrosos dels topònims de la Roca d'Albera descriuen com és d'accidentat el terme. Així, s'hi troben el Bosc de les Olivedes, el Bosc d'en Delmes (tots dos, noms ja en desús), el Bosc de Vilaclara, abans Guillemona, el Bosc Negre; camps de conreu (tots ells noms ja en desús): Camp de la Mona, Camp de la Roureda, Camp del Canemar, Camp del Castanyer, Camp de l'Era, Camp del Noguer, Camp de l'Om, Camp del Roure, Camp del Suro, Camp d'en Reador, els Camps Llargs (de tots els anteriors, l'únic encara en ús; el Clot Dejús (ja en desús), el Clot de les Teixoneres, Clot de Pous, o Clot del Puig, abans el Romeguer, les Clotes; Collada de la Perera, Collada d'en Blancart, Coll de la Balma Corba, Coll de la Vaca Vella, Coll del Grèvol, Coll del Pomer, o Collada dels Pomers, Coll del Pou, Coll del Torn (en desús), Coll de l'Ullat; la Coma del Vern (nom antic), les Comes, abans la Bruguera; Costa de la Jaça dels Pruners i Costa dels Pruners, tots dos noms antics; Pla d'en Guinot, les Planes; Puget de Terranegra (nom antic); Puig de la Capçana, o de la Capçala, Puig de les Forques, Puig del Joc de la Rutlla, Puig d'en Candell (tots tres, noms antics), Puig d'en Comte, abans Puig de Tanyà, Puig d'en Trilles, Puig de Terra Blanca (nom antic), Puig d'Orella, Puig Neulós; roques: Quer de la Grillera, a l'Avellanosa, Roc del Casal d'en Planes (senyal termenal), Roc de les Graules, Roc de les Guilles (nom antic), Roc del Grèvol, abans l'Alzina Rodona (senyal termenal), Roc del Migdia, Roc del Piló, Roc del Prince, Roc dels Tres Termes (els dos darrers, senyals termenals), Roc Foirós, Roc Negre, Roc Planer i la Roquetera; la Serra del Vilar, i solanes: el Solà del Pruner, la Solana.

### El terme comunal
Els principals indrets o partides del terme de la Roca d'Albera no inclosos en apartats anteriors són: l'Aganyit, l'Avellanosa, Balma Corba, el Bertranó, la Carbonera, les Carranques, els Casals d'en Planes, les Cinc Riberes, Collada de la Perera, Coll de l'Artiguet, Coll del Grèvol, Coll del Pomer, o Collada dels Pomers, Coll del Pou, Coll de l'Ullat (els darrers, les terres que envolten els colls), Cortal d'en Mossura, el Devès, l'Esparreguera, les Felugues, abans les Pelugues, Galícia, la Gavarra Alta, la Gavarra Baixa, el Grèvol, les Grilleres, els Horts de Sant Sebastià, Jaça de les Cabres, Mas Arman, Mas d'en Beç, Mas d'en Costa, Mas d'en Montoriol, Mas d'en Rencura (els darrers, no el mas en si, sinó les terres dels entorns), Mataporcs, les Olivedes, Pedra Blanca (al Bertranó), les Picades, les Porrasseres, o les Porrasses, el Pou de Neu, el Quintà, abans els Horts Novells o els Clapers, els Quintans, a Rocavella, Ribadases, Rocavella, o la Roca Vella, el Salt Gros, Sant Julià, Sant Llorenç, Sant Sebastià, Tanyà, el Trompill, les Vernedes, Vescomte, el Vinyer i el Viver. Alguns topònims són ja antics, actualment en desús, com l'Abelló, els Ametllers, la Baixona, els Banyadors, el Bercales, el Bugatar, el Castellet (al Mas d'en Paco), el Catllar, la Catalana, la Cauna, el Cavallet, la Closa, els Coguls, els Colomers, els Colomers Espatllats, les Conilleres, Creu de la Neula, Dejús les Olivedes, Dellà la Vesa, l'Estanyol, els Estanyols (a Tanyà), el Falguerar, la Falguerosa, abans la Molara, la Figuerassa, les Figueres, les Garrigues de Tanyà, la Gavarra, o la Gavarreta, els Horts del Salt, el Jai, o Ribadases, o Mortisses, Jaça del Roc, Jaça dels Pruners, Jaça de Mataporcs, Jaça d'en Fonts, el Mallol, el Manegau, abans el Ventanac, el Meler, o els Melers, els Meners, els Menestrals, o el Joc de la Rutlla (prop del poble), la Minarda, la Noella, la Noguera, l'Oliveda d'en Sales, l'Oliveda Llarga, Orlina, o el Camp del Bosc, antigament Camp de la Gabella, el Pedreguer, la Peixona, el Perelló, o Bosc d'en Jalbes, el Pinyer, o els Hortegons, Prat del Vescomte, Prat de na Blanca (al Mas Blanc), Prat de na Vendrella, Prat Mater, Prop de l'Iglesi de Tanyà, la Quintana, les Relles, o l'Hort del Carreró, la Riba del Viver, la Ribera, o el Riberal, Riprons, a l'Avellanosa, el Salt, o la Vallauria, la Serra del Vilar, Sobre el Puig de Tanyà, Terra Roja, Terrats, la Trilla, les Vinyasses i la Viola.

## Transport

### Carreteres
Quatre carreteres travessen el terme de la Roca d'Albera: la D - 2, la D - 11, la D - 50 i els traçats antic i modern de la D - 618.
La carretera D - 2 (Argelers de la Marenda - D - 619, a Trevillac) travessa el terme d'est a oest. Per aquesta carretera, la Roca d'Albera es comunica directament amb Argelers de la Marenda (9 km), Sureda (2), Sant Genís de Fontanes (1), Brullà (7), Sant Joan la Cella (10), Vilamulaca (16), Forques (20), el trencall de Paçà (23), Montoriol (25), Queixàs (30), Sant Miquel de Llotes (36), Illa (41), Montalbà del Castell (44) i Trevillac (47) (els dos darrers ja a la Fenolleda, comarca occitana).
La carretera D - 11 (D. 914, a Argelers de la Marenda - Montesquiu d'Albera) entra en el terme de la Roca d'Albera pel nord-est, procedent de Sureda, en un traçat conjunt amb la D - 2, i en surt per l'oest, cap a Vilallonga dels Monts. Per aquesta carretera es va a Palau del Vidre (5,4 km), Sant Andreu de Sureda (2,9), Sureda (2,6), Vilallonga dels Monts (3,2) i Montesquiu d'Albera (5,1).
La D - 50 (D - 618, a la Roca d'Albera - la Roca d'Albera) enllaça la població amb l'autovia de Ceret a Argelers de la Marenda. És una carretera curta, de poc més de 3 quilòmetres que per l'extrem nord enllaça amb l'autovia, i pel sud, dins de la població de la Roca d'Albera enllaça amb les carreteres D - 2 i D - 11.
La D - 618 (El Voló - Argelers de la Marenda), enllaça aquestes dues poblacions directament, sense passar pels nuclis de població, amb els quals enllaça. Tanmateix, paral·lela pel sud a ella discorre la carretera antiga, que sí que passa pels nuclis de població o pel seu entorn immediat. Travessen aquestes dues carreteres l'extrem nord del terme de la Roca d'Albera, entre Sant Genís de Fontanes i Sant Andreu de Sureda.

### Transports col·lectius per carretera
La línia 401 del servei departamental de Le bus à 1 €, d'Argelers de la Marenda a Ceret, passa per la Roca d'Albera procedent d'Argelers de la Marenda, Sant Andreu de Sureda i Sureda. Després continua cap a Sant Genís de Fontanes, Vilallonga dels Monts, Montesquiu d'Albera, el Voló, Morellàs i Ceret. Ofereix tres serveis diaris en cada direcció de dilluns a dissabte (tot i que el segon d'aquests serveis només va d'Argelers a Montesquiu d'Albera). No circula els dies festius. Per aquesta línia, la Roca d'Albera és a 40 minuts d'Argelers, a 10 de Sant Andreu de Sureda, i a 5 minuts de Sureda, a 5 de Sant Genís de Fontanes, a 10 de Vilallonga dels Monts, a 20 minuts de Montesquiu d'Albera, a 33 del Voló, a 42 de Morellàs i a 50 de Ceret.
També hi passa la línia 413 del mateix servei, de Perpinyà a Vilallonga dels Monts, sortint del cap i casal rossellonès passa per Elna, Palau del Vidre, Argelers de la Marenda, Sant Andreu de Sureda, Sureda, la Roca d'Albera, Vilallonga dels Monts, i encara, un sol servei diari, a Sant Genís de Fontanes. Circula de dilluns a dissabte, però no els dies festius.

### Els camins del terme comunal
En primer lloc cal esmentar els que enllacen la Roca d'Albera amb els termes veïns: Camí de la Farga, o de la Farga de Sureda, Camí de la Mar, o Ruta de Vilallonga, Camí de la Muntanya (de Vilallonga), Camí de la Muntanya de Sureda, Camí del Molí d'en Cassanyes, abans del Molí de Sureda, del Mas d'en Bianya a Sureda, o de Nostra Senyora de Coberta, Camí d'Elna, o de Perpinyà, o de Sant Andreu (noms antics de l'actual Avinguda de les Balears), Camí del Pla dels Picadors de Sureda, Camí de Sant Genís, o Vell de Sant Genís, abans Camí de la Botada, Camí de Sant Genís a Palau, Camí de Sant Genís a Sureda, dos camins d'Ortafà, un de la Roca i un de Sureda (el darrer també conegut com a Camí de Cabanes o de Sureda a Vilaclara), Camí de Vilaclara, o de Palau, o Camí Real o Ral, Camí de Vilallonga, abans Camí d'Hortagons o del Pinyer, Camí Vell de Sant Andreu a Sant Genís, Camí Vell de Sureda, Ruta de Ceret a Argelers, Ruta o Camí de Sant Genís, abans de Sant Genís a Tanyà, Ruta, abans Camí, de Sureda, o de la Mar, la Ruta Nova, o la Desviació. Esment a part mereixen la Carrerassa, o de Rocavella als Masos, i el Sender de Gran Recorregut GR - 10.
D'altres camins són interns de la comuna, i menen a indrets de l'interior del terme, com el de la Florentina, el de la Font de la Vesa, el de la Font del Simiot, el de la Font dels Melers, a la Ribera (nom ja en desús), el de l'Albera, o Camí de la Muntanya, un altre Camí de l'Albera, o de la Muntanya, o de Requesens, o del Mas d'en Campfranc, Camí de les Picades, Camí de les Vinyes, o de les Gavarres, Camí del Guarda, o de les Dues Fonts, Camí del Mas del Serraller, o del Mas d'en Masseguer, o del Mas d'en Pujol, o de les Disputes, Camí del Salt, o dels Horts del Salt, o dels Masos (nom antic), Camí dels Melers, o de la Font dels Melers a Tanyà, o Camí Clos de Tanyà, Camí dels Pruners, Camí del Vilar, o del Mas d'en Massot, Camí de Rocavella, o Camí Clos de Rocavella, Camí de Sant Sebastià (nom antic), la Ruta Blanca, la Ruta Danjou, la Ruta o Pista del Coll de la Vaca i la Ruta del Relais.

## Economia
L'agricultura continua essent l'activitat econòmica principal de la Roca d'Albera, bàsicament dedicada a la vinya. La major part es dedica a vins de qualitat, de denominació d'origen. Hi ha una mica d'arbres fruiters, sobretot presseguers, cirerers i albercoquers, i una mica d'horta, gairebé testimonial.

## Història

### Edat antiga
Destaca la presència en el terme de la Roca del dolmen de la Balma del Moro o de la Balma Corba. D'època romana, hi han estat trobats almenys vuit jaciments: tres hàbitats i tres escorials d'època republicana i dos hàbitats de l'Alt i Baix Imperi.

### Edat mitjana
El lloc de la Roca d'Albera, antigament Roca Frusindi (854) és profusament documentat en textos alt-medievals i medievals: 854, 883, 944, 967, 976... Havia estat en possessió d'un hispà anomenat Hadefons, qui ho va cedir als seus fills Sumnold i Riculf, als quals confirmava el 854 el rei Carles el Calb. El monestir de Sant Genís de Fontanes hi posseïa alous, tant al poble de la Roca com als Torrents, o als Alemanys. Les recerques arqueològiques dutes a terme en aquest terme han tret a la llum els vestigis d'onze, almenys, hàbitats reconeguts en prospecció superficial i cinc edificis de culte: Sant Feliu de la Roca d'Albera, Sant Julià de Tanyà, Sant Llorenç de Torrents d'Amunt, Sant Fructuós de Rocavella i Sant Sebastià de la Roca d'Albera. També s'hi han localitzat tres escorials medievals i vuit mines de ferro d'aquesta mateixa època.
El castell de la Roca pertanyia des del segle xi a la família de Salses. L'any 1100 Arnau Guillem de Salses llegava en testament al seu fill Oliba el castell de la Roca i el lloc de Tanyà. A finals del segle xii la Roca d'Albera fou infeudada a la família que duia el nom del lloc. L'hereva de la segona meitat del segle xii, Alamanda de la Roca, es casava amb Ramon de Vilademuls. Llur filla es casava amb el comte Hug IV d'Empúries; el fill dels dos darrers, Ponç IV feu fortificar la vila existent als peus del castell. El 1285 acollí com a refugiat Jaume II de Mallorca, perseguit per Pere II de Catalunya. Després va ser infeudat al conseller del rei de Mallorques Ademar de Mosset, i posteriorment venut a Galceran Morell per Pere III. El segle xv comprava la senyoria del lloc Pere Galceran de Castre, vescomte d'Èvol.

### Edat Moderna
El 1624 els descendents del vescomte d'Èvol van vendre el senyoriu al burgès de Perpinyà Domènec de Perarnau, de qui per via familiar lateral passà a Josep de Cerdà, de manera que aquesta família en va mantenir la possessió fins a la Revolució Francesa.

## Demografia

### Demografia antiga
La població està expressada en nombre de focs (f) o d'habitants (h)
| 120 f | 92 f | 91 f | 73 f | 57 f | 34 f | 136 f | 151 f | 153 f | 600 h | 715 h | 859 h | 170 f |

Font: Pélissier 1986

### Demografia contemporània
| Evolució de la població |      |       |       |       |       |       |       |       |
| 1793                    | 1800 | 1806  | 1821  | 1831  | 1836  | 1841  | 1846  | 1851  |
| 786                     | 937  | 1.018 | 1.154 | 1.173 | 1.182 | 1.003 | 1.303 | 1.317 |

| 1856  | 1861  | 1866  | 1872  | 1876  | 1881  | 1886  | 1891  | 1896  |
| ----- | ----- | ----- | ----- | ----- | ----- | ----- | ----- | ----- |
| 1.325 | 1.209 | 1.300 | 1.241 | 1.168 | 1.231 | 1.296 | 1.245 | 1 210 |

| 1901  | 1906  | 1911  | 1921 | 1926 | 1931 | 1936 | 1946 | 1954 |
| ----- | ----- | ----- | ---- | ---- | ---- | ---- | ---- | ---- |
| 1.254 | 1.167 | 1.108 | 968  | 991  | 884  | 905  | 795  | 828  |

| 1962 | 1968 | 1975 | 1982  | 1990  | 1999  | 2006  | 2008  | 2011  |
| ---- | ---- | ---- | ----- | ----- | ----- | ----- | ----- | ----- |
| 853  | 831  | 984  | 1.126 | 1.508 | 1.909 | 1.941 | 1.977 | 2.128 |

| 2013  |
| ----- |
| 2.148 |

Fonts: Ldh/EHESS/Cassini fins al 1999, després INSEE a partir deL 2004

### Evolució de la població

Població 1962-2008

## Administració i política

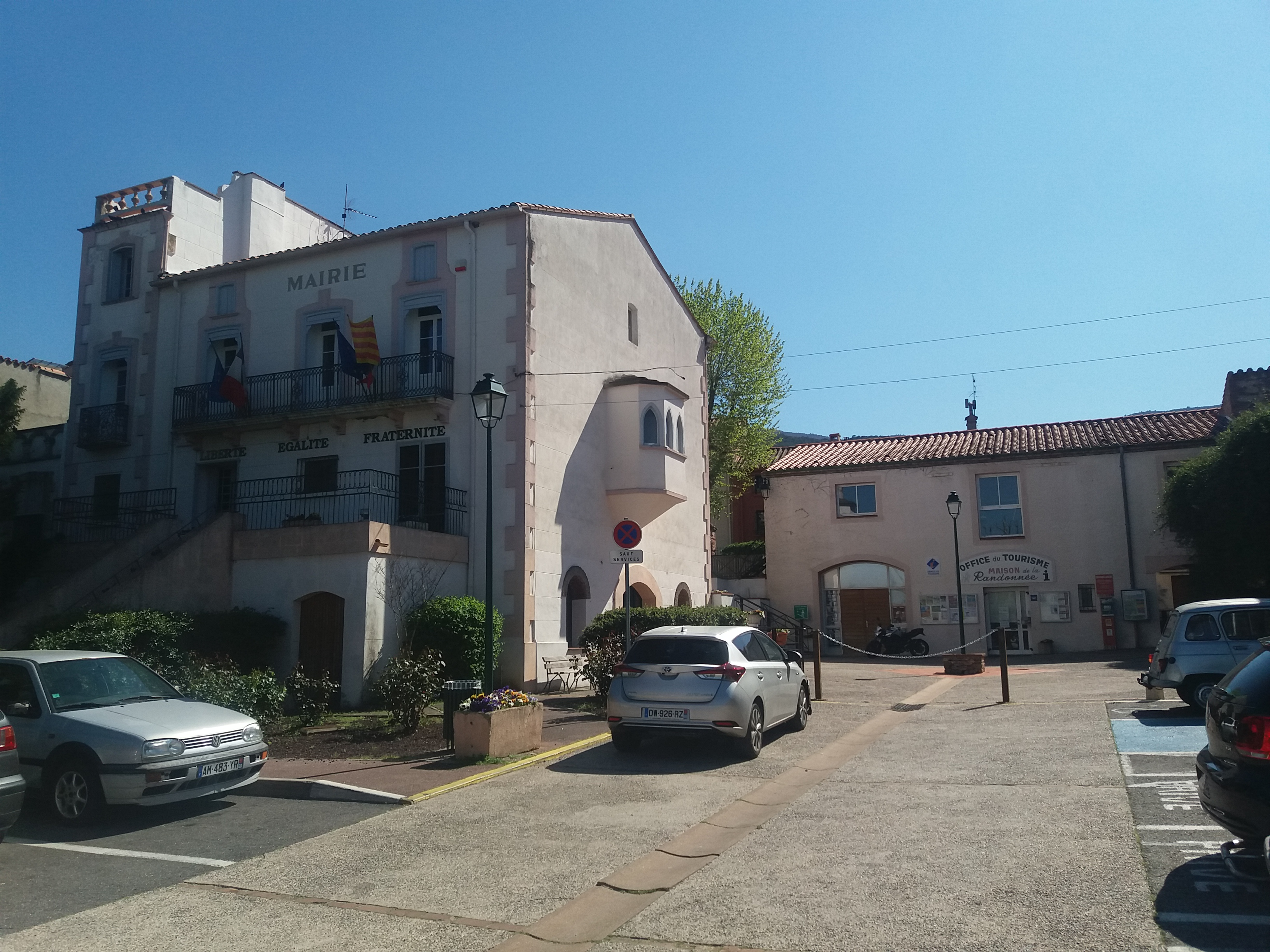
La Casa del Comú

### Batlles[11]
| Període                           | Nom                      | Opció política | Comentaris |
| --------------------------------- | ------------------------ | -------------- | ---------- |
| 1792 - 1796                       | François Olibo           |                |            |
| 1796 - 1800                       | Jean Poch                |                |            |
| 1800 - 1802                       | Joseph Gaspa             |                |            |
| 1802 - Juny del 1815              | Joseph Pujas             |                |            |
| Juny del 1815 - Agost del 1815    | François Vilar           |                |            |
| Agost del 1815 - Gener del 1816   | Joseph Pujas             |                |            |
| Gener del 1816 - Març del 1816    | Jacques Doutres (interí) |                |            |
| Abril del 1816 - 1827             | Joseph Malzach           |                |            |
| 1827 - 1830                       | Hyacinthe Carboneill     |                |            |
| 1830 - 1831                       | François Barate          |                |            |
| 1831 - 1831                       | Jacques Montoriol        |                |            |
| 1831 - 1834                       | Martin Fourcade          |                |            |
| 1834 - 1837                       | Blaise Roger             |                |            |
| 1837. 1840                        | Jean Montoriol           |                |            |
| 1840 - 1841                       | Hyacinthe Carboneill     |                |            |
| 1841 - 1846                       | Jean Oursoul             |                |            |
| 1846 - 1848                       | Paul Vilar               |                |            |
| 1848 - 1848                       | Jean Chaubet             |                |            |
| 1848 - 1850                       | Pierre Vilar             |                |            |
| 1850 - 1854                       | Joseph Chaubet           |                |            |
| 1854 - 1854                       | Paul Vilar               |                |            |
| 1854 - 1855                       | Joseph Montoriol         |                |            |
| 1855 - 1857                       | Louis Malzach            |                |            |
| 1857 - 1860                       | Raymond Vassal           |                |            |
| 1860 - 1862                       | Jacques Cisque           |                |            |
| 1862 - 1869                       | Pierre Vilar             |                |            |
| 1869 - 1870                       | Louis Malzach            |                |            |
| 1870 - 1871                       | Théophile Vilar          |                |            |
| 1871 - 1874                       | Martin Durand            |                |            |
| 1874 - 1876                       | Joseph Malzach           |                |            |
| 1876 - 1876                       | Théophile Vilar          |                |            |
| 1876 - 1879                       | Joseph Molins            |                |            |
| 1879 - 1881                       | Joseph Cantuern          |                |            |
| 1881 - 1882                       | Jean Caurignac           |                |            |
| 1882 - 1882                       | Hyacinthe Oursol         |                |            |
| 1882 - 1888                       | Baptiste Pagès           |                |            |
| 1888 - 1893                       | Théophile Vilar          |                |            |
| 1893 - 1904                       | Pierre Vilar             |                |            |
| 1904 - 1910                       | Michel Bosch             |                |            |
| 1910 - 1913                       | Joseph Cantuern          |                |            |
| 1913 - 1928                       | Louis Solé               |                |            |
| 1928 - 1941                       | Joseph Carboneill        |                |            |
| 1941 - 1944                       | Étienne Courp            |                |            |
| 1944 - 1959                       | Louis Solé               |                |            |
| 1959 - 1965                       | François Domenjo         |                |            |
| 1965 - 1983                       | Fernand Soler            |                |            |
| 1983 - 1989                       | Sébastien Martinez       |                |            |
| 1989 - Març del 1995              | Pierre Romengas          |                |            |
| Març del 1995 - Març del 2008     | Maryse Armada            |                |            |
| Març del 2008 - Setembre del 2008 | Jean-Pierre Bagate       |                | Va dimitir |
| Octubre del 2008 - Moment actual  | Christian Nauté          |                |            |

### Legislatura 2014 - 2020

#### Batlle
- Christian Nauté.

#### Adjunts al batlle[14]
- 1a: Martine Justo. Consellera delegada d'Afers socials, Agricultura i Desenvolupament econòmic
- 2a: Robert Sanchez. Conseller delegat d'Obres, Via pública i Seguretat
- 3a: Marie-Thérèse Elshoff. Consellera delegada de Comunicació, Cultura i Floració
- 4a: Laetitia Coppée. Consellera delegada d'Urbanisme i Vida escolar
- 5è: Guillaume Coll. Conseller delegat d'Associacions, Festes i Esport.

#### Consellers municipals
- Jean-Paul Sagué
- Magali Boulay
- Alain Dalliès
- Mary Radford
- Pierre Le Men
- Jeanine Gallé
- Jacques Surjus
- Nathalie Hembert
- Pierre Ferrer
- Aline Robert
- Marc Vidal
- Monika Bolte
- Louis-Pierre Schweer-Cases.

### Adscripció cantonal

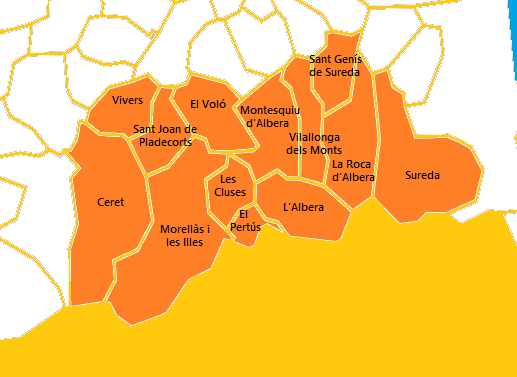
Mapa del Cantó de Vallespir - Albera

A les eleccions cantonals del 2015 la Roca d'Albera ha estat inclòs en el cantó denominat Vallespir - Albera, amb capitalitat a la vila de Ceret, i amb la vila del Voló i els pobles de l'Albera, les Cluses, Montesquiu d'Albera, Morellàs i les Illes, el Portús, la Roca d'Albera, Sant Genís de Fontanes, Sant Joan Pla de Corts, Sureda, Vilallonga dels Monts i Vivers. Hi han estat escollits com a consellers departamentals Martine Rolland, del Partit Socialista, vicepresident del Consell departamental, i Robert Garrabé, també del Partit Socialista, batlle de Sant Joan de Pladecorts i vicepresident del Consell departamental.

### Serveis comunals mancomunats
La Roca d'Albera forma part de la Comunitat de comunes de les Alberes, Costa Vermella i d'Illiberis, amb capitalitat a Argelers, juntament amb Argelers, Bages de Rosselló, Banyuls de la Marenda, Cervera de la Marenda, Cotlliure, Elna, Montesquiu d'Albera, Ortafà, Palau del Vidre, Portvendres, la Roca d'Albera, Sant Andreu de Sureda, Sant Genís de Fontanes, Sureda i Vilallonga dels Monts.

## Ensenyament i cultura
A la Roca d'Albera hi ha una escola maternal i una de primària, totes dues públiques. A més, hi ha una llar d'infants associada a l'escola, situada en el mateix complex escolar.

## Llocs d'interès

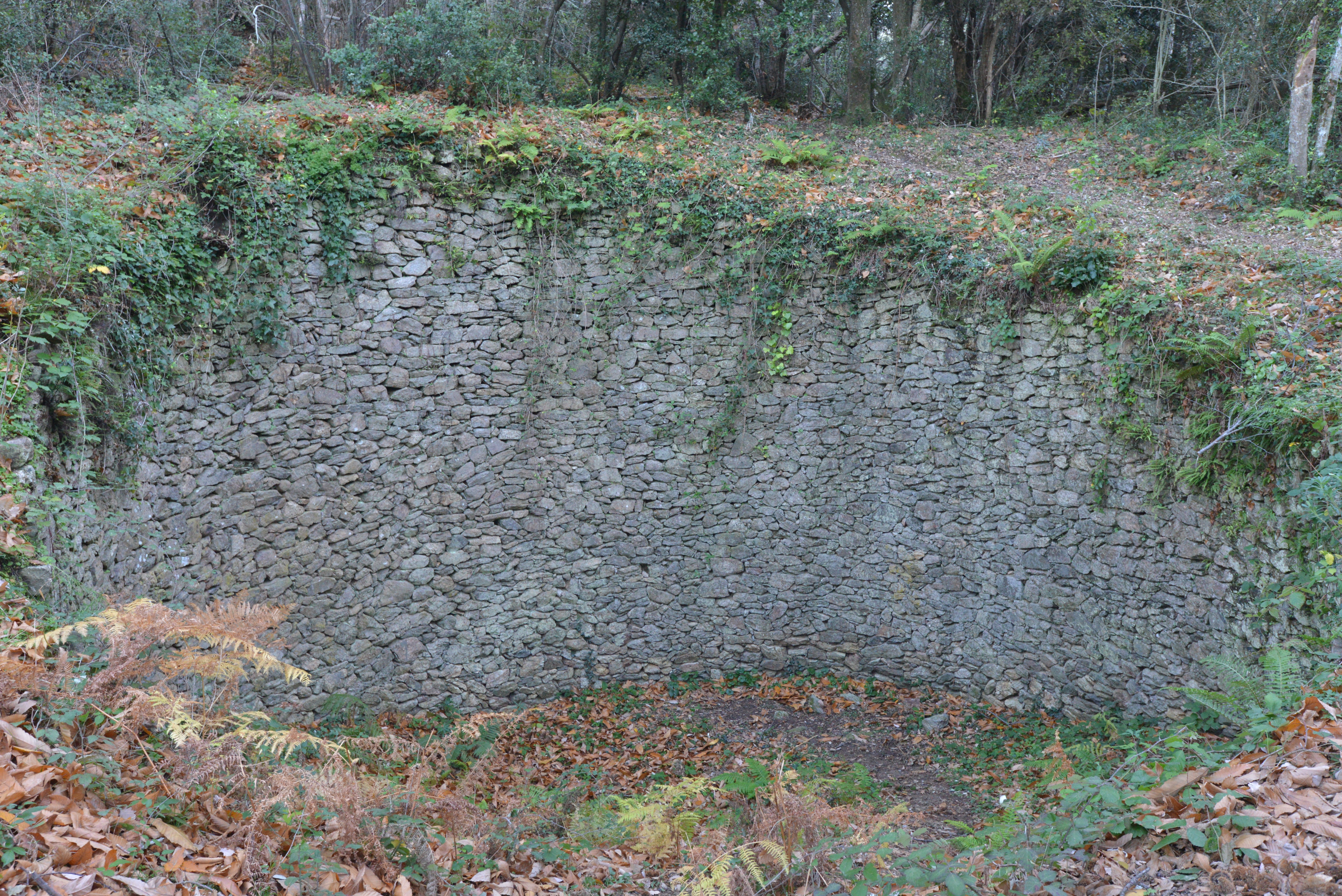
Pou de gel

- Església parroquial de Sant Feliu i Sant Blai, d'estil gòtic
- Restes del Castell de la Roca
- Capella de Sant Sebastià de la Roca
- Santuari de la Mare de Déu de Tanyà
- Restes de l'església romànica de Sant Fructuós de Rocavella
- Església de Sant Llorenç de Galícia o de Torrents
- Dolmen de la Balma del Moro.

## Persones il·lustres
- Marcel Darné (1901-1970), jugador de rugbi, campió de França el 1921 i finalista el 1924 amb la USAP
- Jean Chaubet (1815-1871), alcalde
- Vegeu la llista d'alcaldes de la Roca d'Albera.

### Senyors de la Roca
- - 1100 Arnau Guillem de Salses testa en favor del seu fill Oliba
- 1100 - Oliba, fill de Guillem de Salses
- 1161 - 1180 Bernat de la Roca llega el castell de la Roca a la seva filla Alamanda
- (1188) Alamanda de la Roca es casà amb Ramon de Vilademuls
- Maria de Vilademuls es casà amb Hug IV d'Empúries (1170 - 1230) i aportà la Roca en dot
- 1230 - 1269 Ponç IV d'Empúries
- 1269 - 1277 Hug V d'Empúries
- 1277 - 1313 Ponç V d'Empúries
- 1313 - 1322 Ponç VI d'Empúries
- 1322 Marquesa d'Empúries
- 1322 - 1325 Hug VI d'Empúries
- 1325 - 1341 Pere I
- 1341 Ramon Berenguer I d'Empúries
- -1345 Joan de So
- 1345 - Pere el Cerimoniós prengué el castell a Joan de So
- (1359) Galceran Morell comprà la senyoria a Pere el Cerimoniós. Morí sense descendència masculina.
- - 1378 Raimon Ça Rocha (Raimon de la Roca)
- 1378 - 1408 Dalmau de Banyuls
- 1408 - 1434 Joan de Banyuls
- (1445) Francesc de Banyuls (fill i hereu de Joan)
- - 1460 Pere Galceran de Castre-Pinós i de Tramaced adquirí la propietat
- 1460 - 1470 Guillem Ramon de Castre-Pinós i de So perdé els béns per l'ocupació francesa i la posterior confiscació de Lluís XI de França (1461-1483)
- Auger de la Coste rebé de Lluís XI el senyoriu
- (1527) Galceran de Castre
- (1550) Joan Francesc de Banyuls
- - 1584 Felip Galceran de Castre-Pinós
- 1584 - 1638 Gaspar Galceran de Castre-Pinós de So i d'Aragó
- (1620) comte de Guimerà, vescomte d'Èvol i senyor de la Roca
- 1624 - 1660 Jeroni de Perarnau comprà la senyoria
- 1660 - 1678 Josep de Perarnau
- 1678 - Antoni de Perarnau
- (1711) - 1747 Domènec de Perarnau morí sense fills[15]
- 1747 - Josep de Sardà (nebot de Domènec de Perarnau)
- 1789 La Revolució Francesa posà fi al títol quan el senyoriu pertanyia a la família Bordes per matrimoni amb una hereva Sardà